# Зубар Віталій Михайлович
Віта́лій Миха́йлович Зу́бар (*5 лютого 1950, Харків — †20 березня 2009, Київ) — український археолог, історик-антикознавець, доктор історичних наук, професор Національного університету «Києво-Могилянська академія», провідний науковий співробітник відділу античної археології НАН України, член Вченої ради та спецради із захисту докторських дисертацій Інституту археології НАН України, відповідальний секретар журналу «Археологія» та член редакційних колегій низки наукових журналів та видань, експерт ВАК за спеціальністю археологія, широко відомий дослідник Херсонесу Таврійського,

## Біографія
Віталій Михайлович Зубар народився 5 лютого 1950 року в Харкові в родині педагогів. Археологією зацікавився ще в шкільні роки, під час канікул брав активну участь у розкопках Боспорської експедиції В. Ф. Гайдукевича, а в період студентських канікул — Херсонеса. У 1972 р. з відзнакою закінчив історичний факультет Харківського державного університету. 
Після закінчення університету працював завідувачем відділу археології Харківського історичного музею. 
З 1973 по 1976 рр. аспірант Інституту археології НАН України. З 1976 р. працював в Інституті археології НАН України на посаді молодшого наукового співробітника, з 1983 р. — старшого наукового співробітника, а з 1993 до 2009 р. — провідного наукового співробітника. 
У 1978 р. захистив кандидатську дисертацію на тему «Некрополь Херсонеса Таврійського I—IV ст. н. е.», а в 1991 р. — дисертацію на здобуття наукового ступеня доктора історичних наук на тему «Херсонес Таврійський та Римська імперія». 
У 1990 р. йому присвоєно вчене звання старшого наукового співробітника.
У 1976—1980 рр. В. М. Зубар брав участь у роботі новобудовних археологічних експедицій Інституту археології НАН України на півдні Україні, а в 1975, 1980—1989, 1999 рр. керував розкопками некрополя Херсонеса Таврійського перших століть н. е. і розвідками у Південно-Західному Криму. Пізніше у складі об'єднаної експедиції кілька років брав участь у розкопках римської цитаделі Херсонеса. 
З 1988 р. В. М. Зубар був відповідальним секретарем журналу «Археологія», який видає Інститут археології НАН України. 
З 1998 р., крім наукової роботи, В. М. Зубар за сумісництвом займався викладацькою діяльністю. Працював на посаді професора магістерської програми "Археологія та давня історія України"в Університеті «Києво-Могилянська академія», де читав кілька навчальних курсів, присвячених античній історії, археології Північного Причорномор'я та методці наукової роботи.

## Праці
Роботи з археології
- Археологія України: Курс лекцій: Навч. посібник / Л. Л. Залізняк, О. П. Моця, В. М. Зубар та ін.; за ред. Л. Л. Залізняка. — К.: Либідь, 2005. — 504 с. 966-06-0394-0
- (рос.)Некрополь Херсонеса Таврического I—IV вв. н. э. — К.: Наукова думка, 1982. — 144 с.
- (рос.)Херсонес Таврический и проникновение христианства на Русь. — К.: Наукова думка, 1988. — 208 с. (соавт. Ю. В. Павленко).
- (рос.)Проникновение и утверждение христианства в Херсонесе Таврическом // Византийская Таврика. — К., 1991. — С. 8-29.
- (рос.)Херсонес Таврический в античную эпоху (экономика и социальные отношения). — К.: Наукова думка, 1993. — 140 с.
- (рос.)Херсонес Таврический и Римская империя. Очерки военно-политической истории. — К.: Институт археологии НАН Украины, 1994. — 180 с.
- (рос.)Северный Понт и Римская империя (середина I в. до н. э. — первая половина IV вв. н. э.). — К.: Институт археологии НАН Украины, 1998. — 200 с.
- Херсонес Таврійський наприкінці V — першій половині I ст. до н. е. // Давня історія України. — К.: Інститут археології НАН України, 1998, — Т. 2. — С.284—300.
- Херсонес Таврійський в другій половині I ст. до н. е. — третій чверті III ст. // Давня історія України. — К.: Інститут археології НАН України, 1998, — Т.2. — С.381—394.
- Херсонес Таврійський в кінці III — першій половині VI ст. // Давня історія України. — К.: Інститут археології НАН України, 1998, — Т.2. — С.460—465.
- Боспорське царство в другій половині I ст. до н. е. — третій чверті III ст. // Давня історія України. — К.: Інститут археології НАН України, 1998, — Т. 2. — С.367—381.
- Боспорське царство в кінці III — на початку VI ст. // Давня історія України. — К.: Інститут археології НАН України, 1998, — Т.2. — С.456—460.
- «Скіфські війни» та античні держави Північного Причорномор'я // Давня історія України. — К.: Інститут археології НАН України, 1998, — Т.2. — С.452—456.
- Пізні скіфи в Криму // Давня історія України. — К.: Інститут археології НАН України, 1998, — Т.2. — С.180—192. (співавт. Є. О. Пуздровський).
- (рос.)От язычества к христианству. Начальный этап проникновения и утверждения христианства на юге Украины (вторая половина III — первая половина VI в.). — К.: Институт археологии НАН Украины, — 2000. — 180 с. (соавт. А. И. Хворостяный).
- (рос.)Боспор Киммерийский в античную эпоху. Очерки социально-экономической истории // Боспорские исследования. — Симферополь-Керчь, 2006. — Вып. 12. — С.295—360.
- (рос.)Хора Херсонеса Таврического на Гераклейском полуострове: история расскопок и некоторые итоги изучения. — К.: Стилос, 2007. — 318 с.
- (рос.)Летопись археологических исследований Херсонеса-Херсона и его округи (1994—2005 гг.) // Материалы по археологии, истории и этнографии Таврии. — Supplementum 6. — Симферополь, 2009. — 492 с.